# Spanish Town (Britische Jungferninseln)
Spanish Town (inoffiziell The Valley) ist ein Dorf im Südteil der Insel Virgin Gorda (Britische Jungferninseln) mit einer Höhe von bis zu 25 Meter Höhe über dem Meeresspiegel. Der Inselhauptort ist der zweitgrößte Ort dieses britischen Überseegebietes nach Road Town.
Der Ort ist ganz überwiegend vom Tourismus geprägt. Im Westen des Gemeindegebietes befindet sich ein Hafen, im Osten der Virgin Gorda Airport.
Von 1680 bis 1741 war der Ort die Hauptstadt der Britischen Jungferninseln.